# Mehatl Creek Park
Mehatl Creek Park är en park i Kanada.   Den ligger i provinsen British Columbia, i den södra delen av landet, 3 400 km väster om huvudstaden Ottawa. Mehatl Creek Park ligger 912 meter över havet.
Terrängen runt Mehatl Creek Park är huvudsakligen bergig. Mehatl Creek Park ligger nere i en dal. Trakten runt Mehatl Creek Park är nära nog obefolkad, med mindre än två invånare per kvadratkilometer.. Det finns inga samhällen i närheten. 
I omgivningarna runt Mehatl Creek Park växer i huvudsak barrskog.